# Langenfeld, Bayern
Langenfeld är en köping (Markt) i Landkreis Neustadt an der Aisch-Bad Windsheim i Regierungsbezirk Mittelfranken i förbundslandet Bayern i Tyskland.
Köommunen ingår i kommunalförbundet Scheinfeld tillsammans med staden Scheinfeld och köpingarna Markt Bibart, Markt Taschendorf, Oberscheinfeld och Sugenheim.